# L'amik di Ladins
L'amik di Ladins - Der Ladinerfreund è il primo giornale scritto in lingua ladina con testi anche in tedesco.. 

## Storia
La prima edizione è uscita il 15 maggio 1905 a Innsbruck a cura di Wilhelm Moroder. Sono usciti complessivamente tre numeri. Il contenuto riguardava soprattutto cronaca e racconti della Val Gardena, illustrati dal padre del curatore Josef Moroder-Lusenberg.

### Primo numero

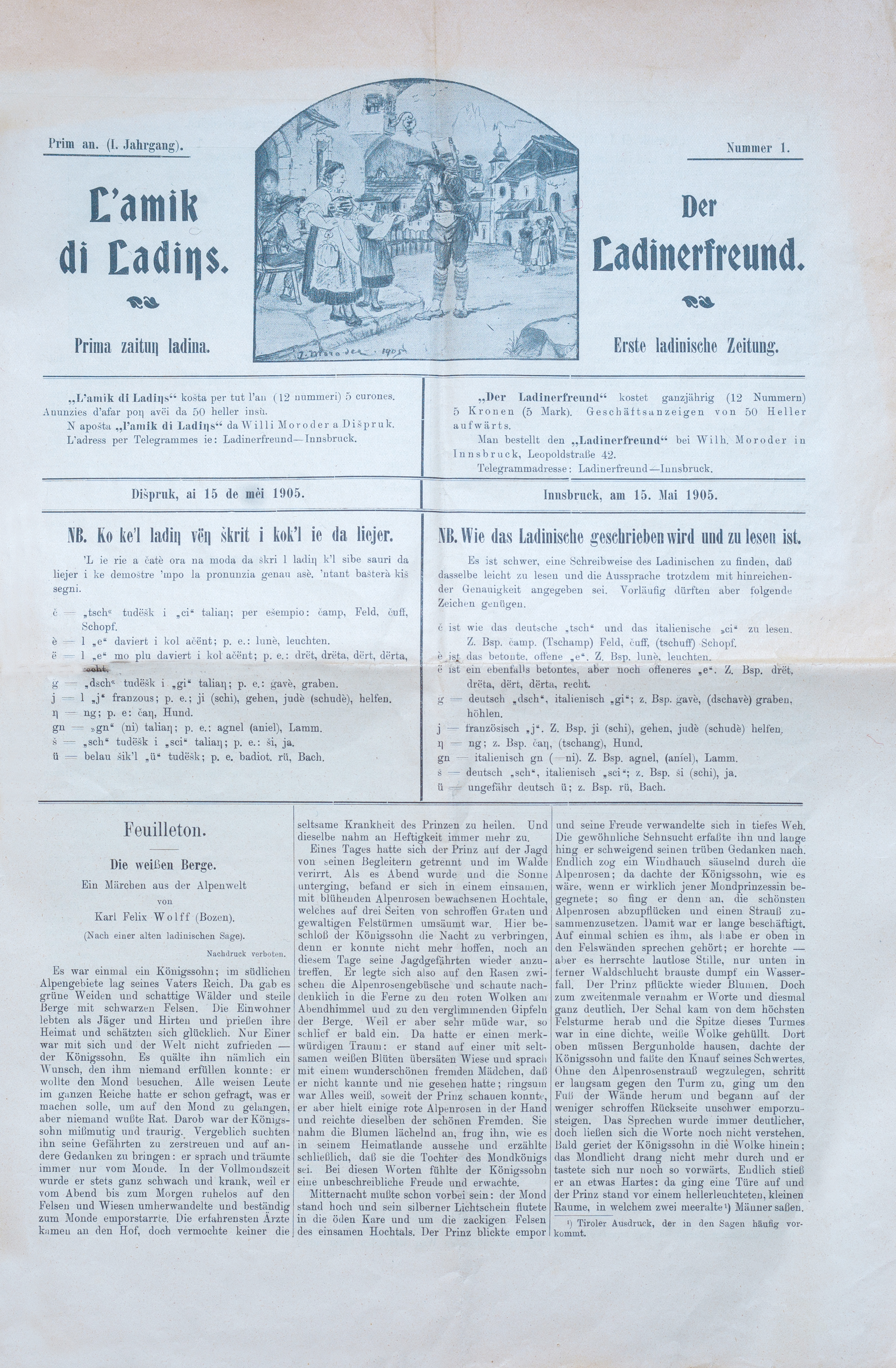
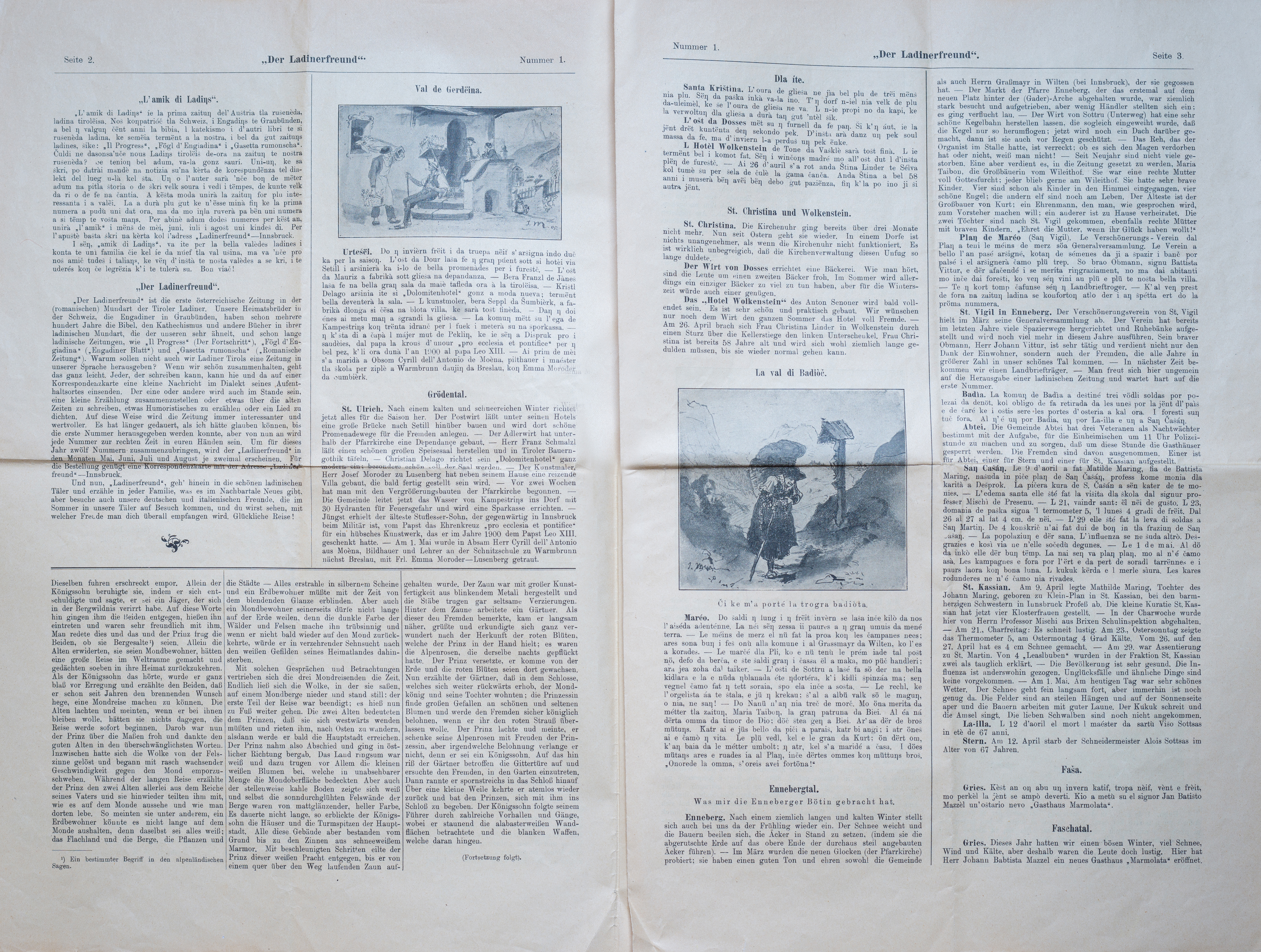
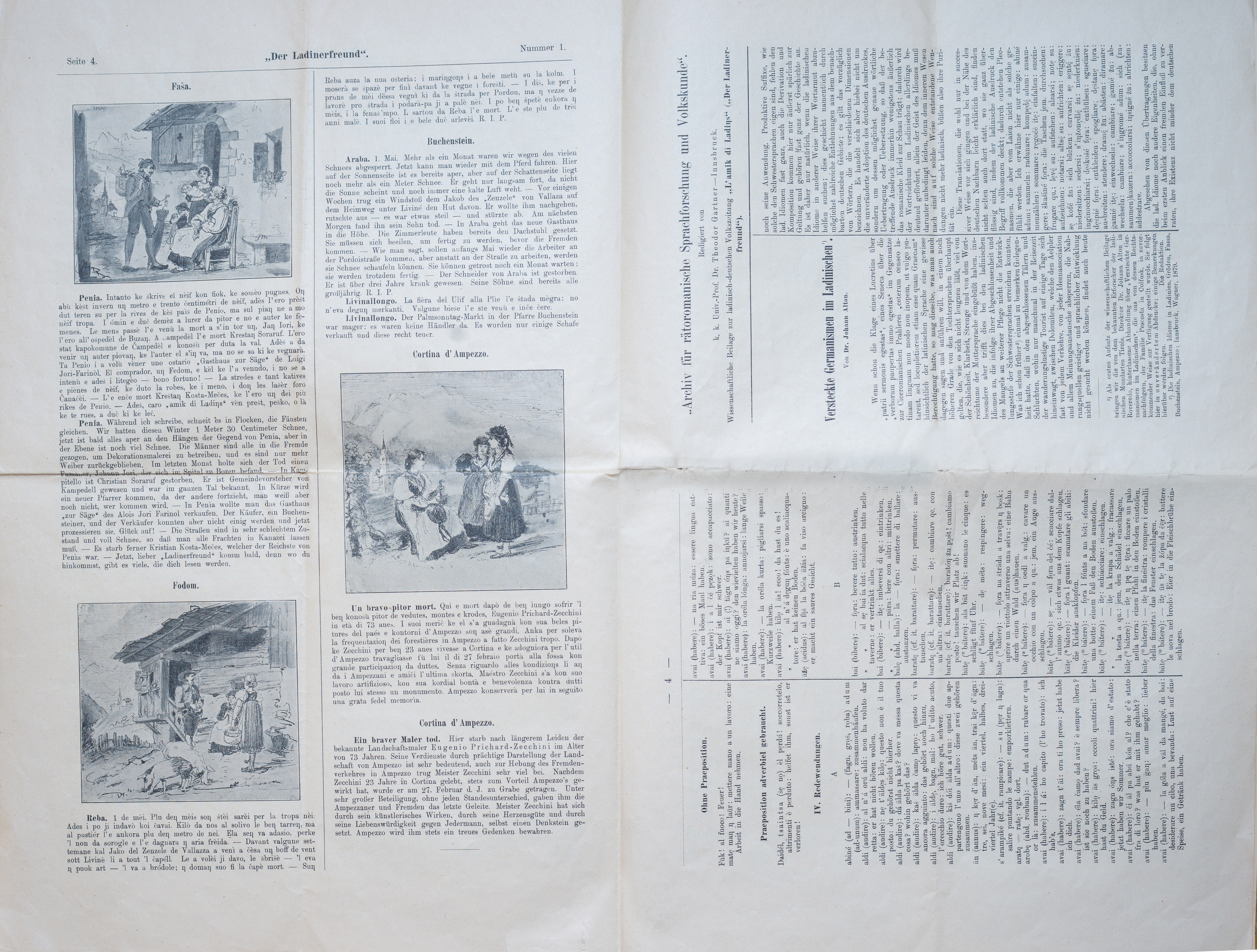
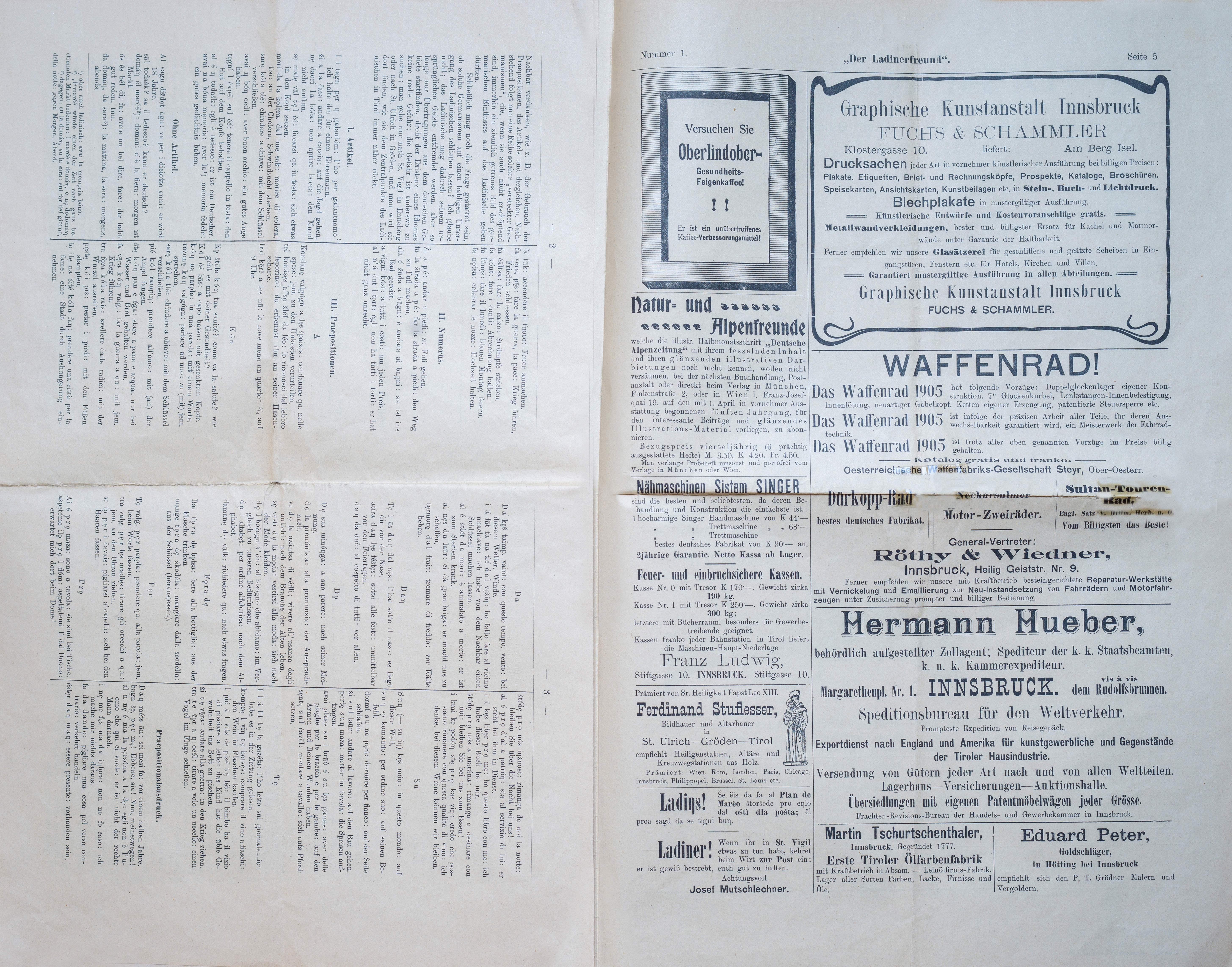

### Secondo numero

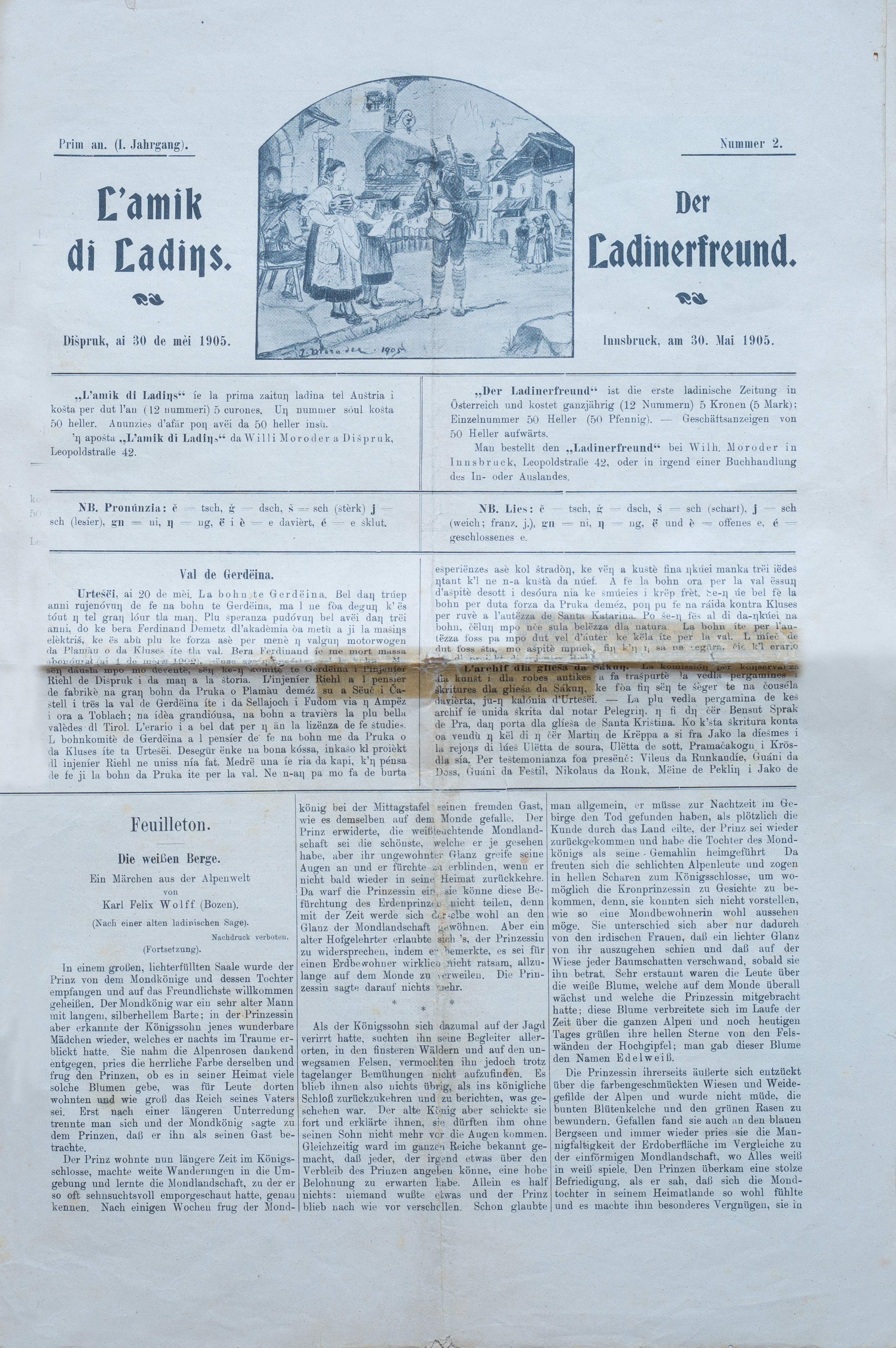
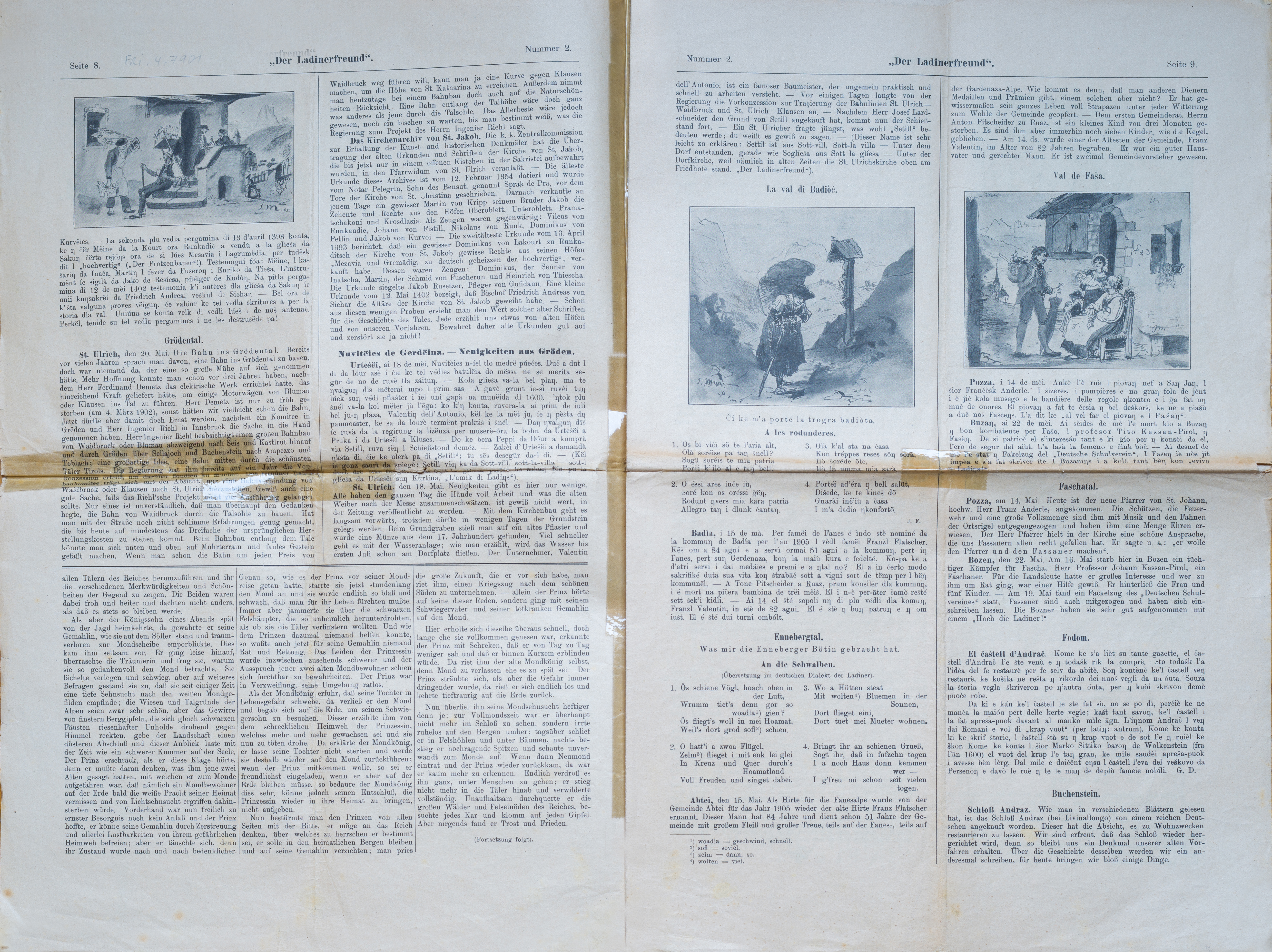
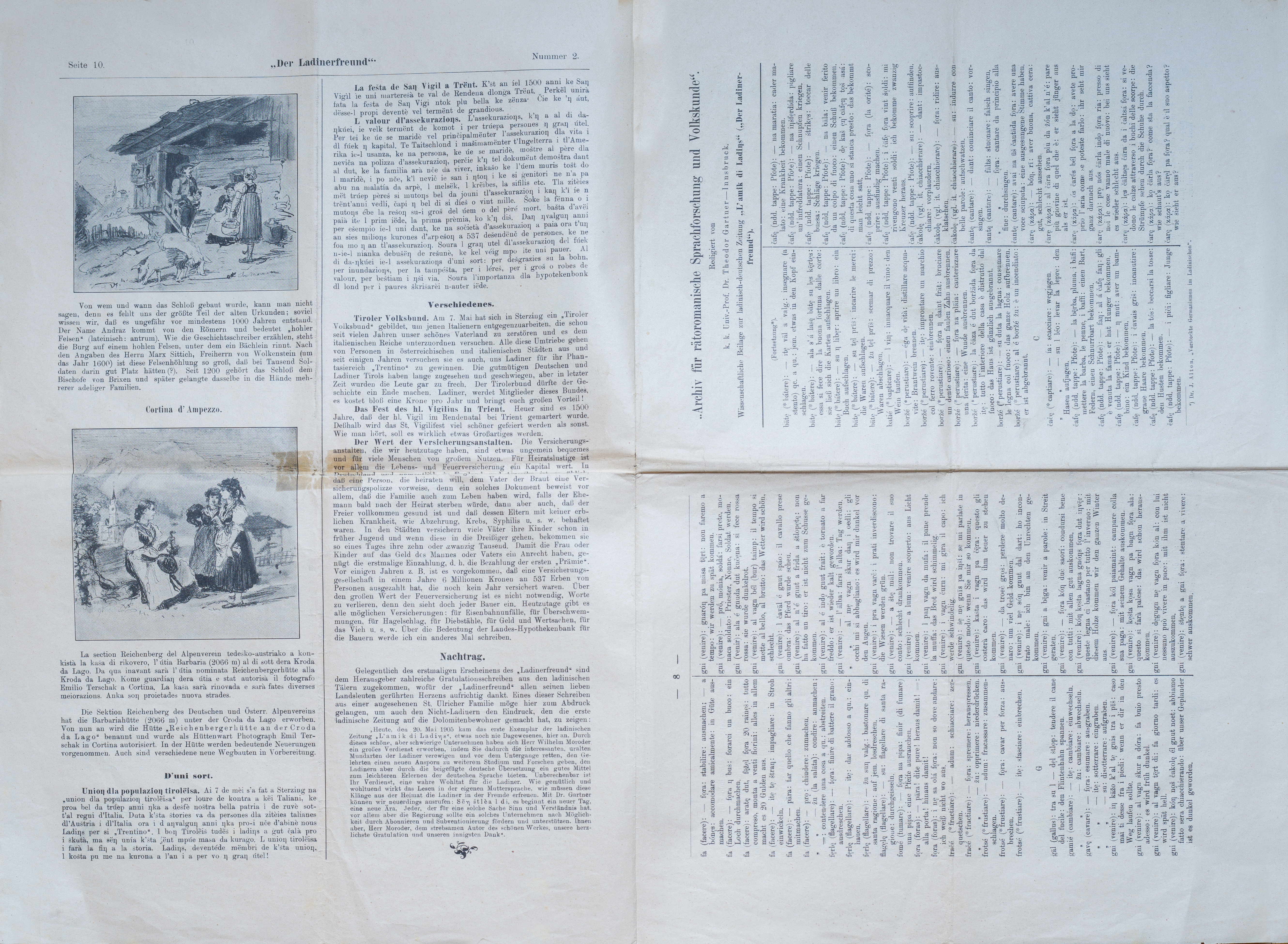
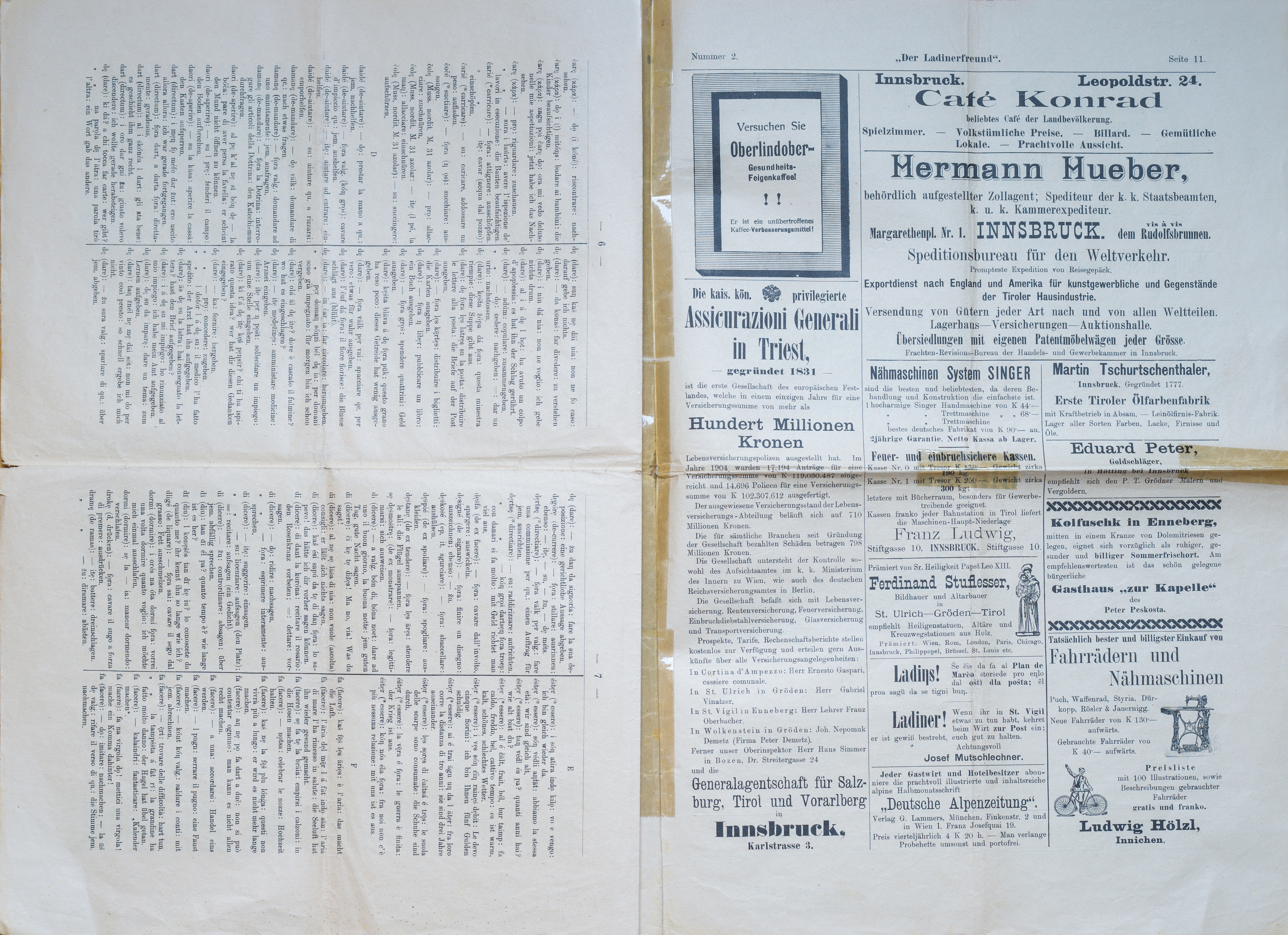
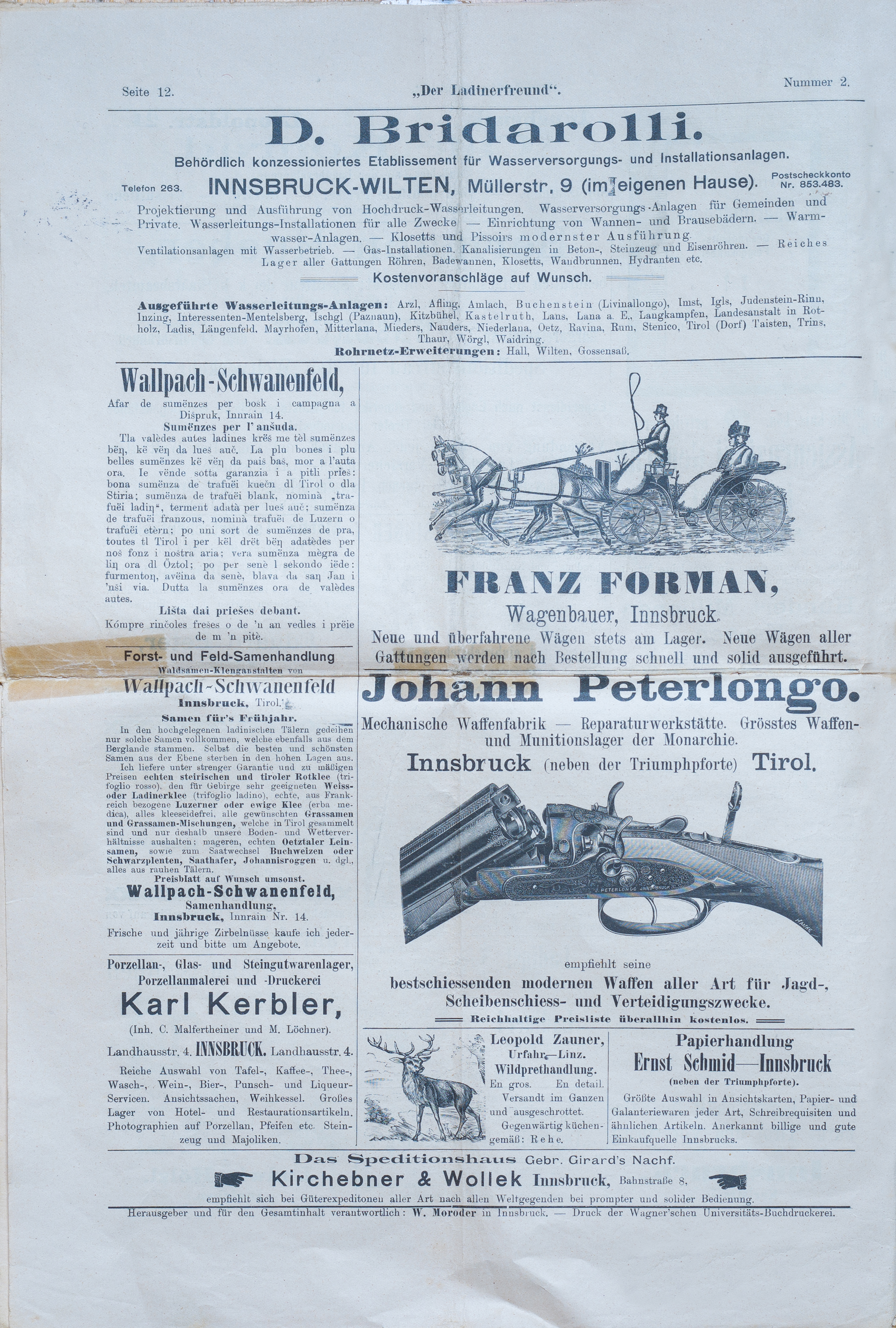